# Lomagna

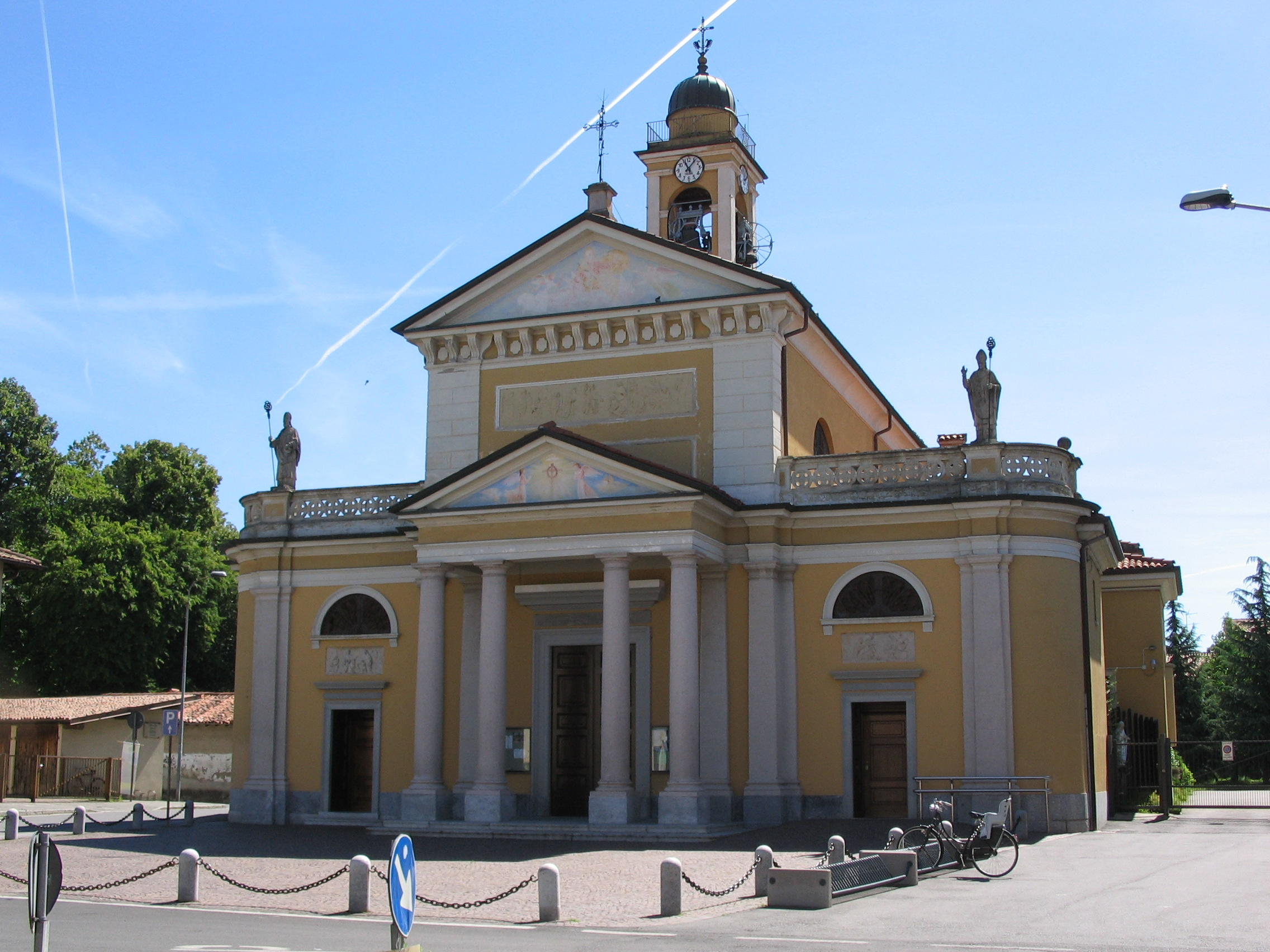
Pfarrkirche Beata Vergine Addolorata

Lomagna ist eine Gemeinde in der Provinz Lecco in der italienischen Region Lombardei mit 5020 Einwohnern (Stand 31. Dezember 2023).

## Geographie
Lomagna liegt etwa 20 km südlich der Provinzhauptstadt Lecco und 25 km nordöstlich der Millionen-Metropole Mailand.
Die Nachbargemeinden sind Carnate (MB), Casatenovo, Missaglia, Osnago und Usmate Velate (MB).

## Bevölkerung
| Bevölkerungsentwicklung | Bevölkerungsentwicklung | Bevölkerungsentwicklung | Bevölkerungsentwicklung | Bevölkerungsentwicklung | Bevölkerungsentwicklung | Bevölkerungsentwicklung | Bevölkerungsentwicklung | Bevölkerungsentwicklung | Bevölkerungsentwicklung | Bevölkerungsentwicklung | Bevölkerungsentwicklung | Bevölkerungsentwicklung | Bevölkerungsentwicklung | Bevölkerungsentwicklung | Bevölkerungsentwicklung | Bevölkerungsentwicklung |
| ----------------------- | ----------------------- | ----------------------- | ----------------------- | ----------------------- | ----------------------- | ----------------------- | ----------------------- | ----------------------- | ----------------------- | ----------------------- | ----------------------- | ----------------------- | ----------------------- | ----------------------- | ----------------------- | ----------------------- |
| Jahr                    | 1861                    | 1871                    | 1881                    | 1901                    | 1911                    | 1921                    | 1931                    | 1951                    | 1961                    | 1971                    | 1981                    | 1991                    | 2001                    | 2011                    | 2022                    |                         |
| Einwohner               | 932                     | 1121                    | 1154                    | 1465                    | 1607                    | 1571                    | 1505                    | 1608                    | 1858                    | 2860                    | 3393                    | 3878                    | 4068                    | 4899                    | 5021                    |                         |
| Quelle: ISTAT           |                         |                         |                         |                         |                         |                         |                         |                         |                         |                         |                         |                         |                         |                         |                         |                         |

## Sehenswürdigkeiten
- Pfarrkirche Santa Maria Addolorata
- Villa Anguissola, Busca, D’Adda
- Villa Floriani, Campagnani, Dal Verme